# Uncut
La revista Uncut, comercialitzada com UNCUT, és una popular publicació mensual amb seu a Londres. Està disponible a tots els països de llengua anglesa, i se centra en la crítica musical, encara que també inclou una secció de cinema. A la revista també s'analitzen llibres de temàtica musical, i sota la marca de Uncut també va ser publicada una revista a Dvd des del 2005 al 2006.

## Uncut(Revista principal)
El continguts d'Uncut ' inclouen extensos anàlisis d'àlbums antics, entrevistes amb directors de cinema, notícies de música i cinema, i revisions d'importants llançaments d'àlbums i DVDs. La part musical de la revista tendeix a enfocar-se en gèneres com el rock americà i country alternatiu. Cada mes la revista inclou un Compact Disc gratuït, que sol incloure tant nous llançaments com antigues cançons. Algunes edicions especials han presentat a artistes com Radiohead, Bob Dylan, Bruce Springsteen, The Byrds, David Bowie, Demon Records, Eric Clapton, John Lennon, Pink Floyd, Queen, Martin Scorsese, Motown Records, Morrissey, George Harrison, Jimmy Page, Led Zeppelin i molts més.
Uncut va sofrir un canvi de disseny radical el maig de 2006, quan la direcció de la revista va decidir no continuar fent anàlisi de llibres, i va reduir el seu contingut sobre cinema. Allan Jones ha estat l'editor d'Uncut des del seu començament. Havent estat ex-editor de Melody Maker, ha aconseguit mantenir la seva pròpia identitat a la publicació, en la qual escriu una columna mensual, explicant històries sobre la seva llarga carrera al servei del periodisme musical.